# The Kid (1910)
The Kid é um curta-metragem de drama mudo produzido nos Estados Unidos e lançado em 1910.